# لاوفن أم نيكار
لاوفن أم نكار (بالألمانية: Lauffen am Neckar) هي مدينة وبلدة ألمانية تقع في ألمانيا في بادن-فورتمبيرغ. يقدر عدد سكانها بـ 11,058 نسمة.

## المدن التوأمة
مدينة مويزلفيتس هي مدينة توأمة لـلاوفن آم نكا.

## أعلام
- فريدرش هولدرلين
- هولغر والتر
- أودو ريجليوسكي